# Druipsteen

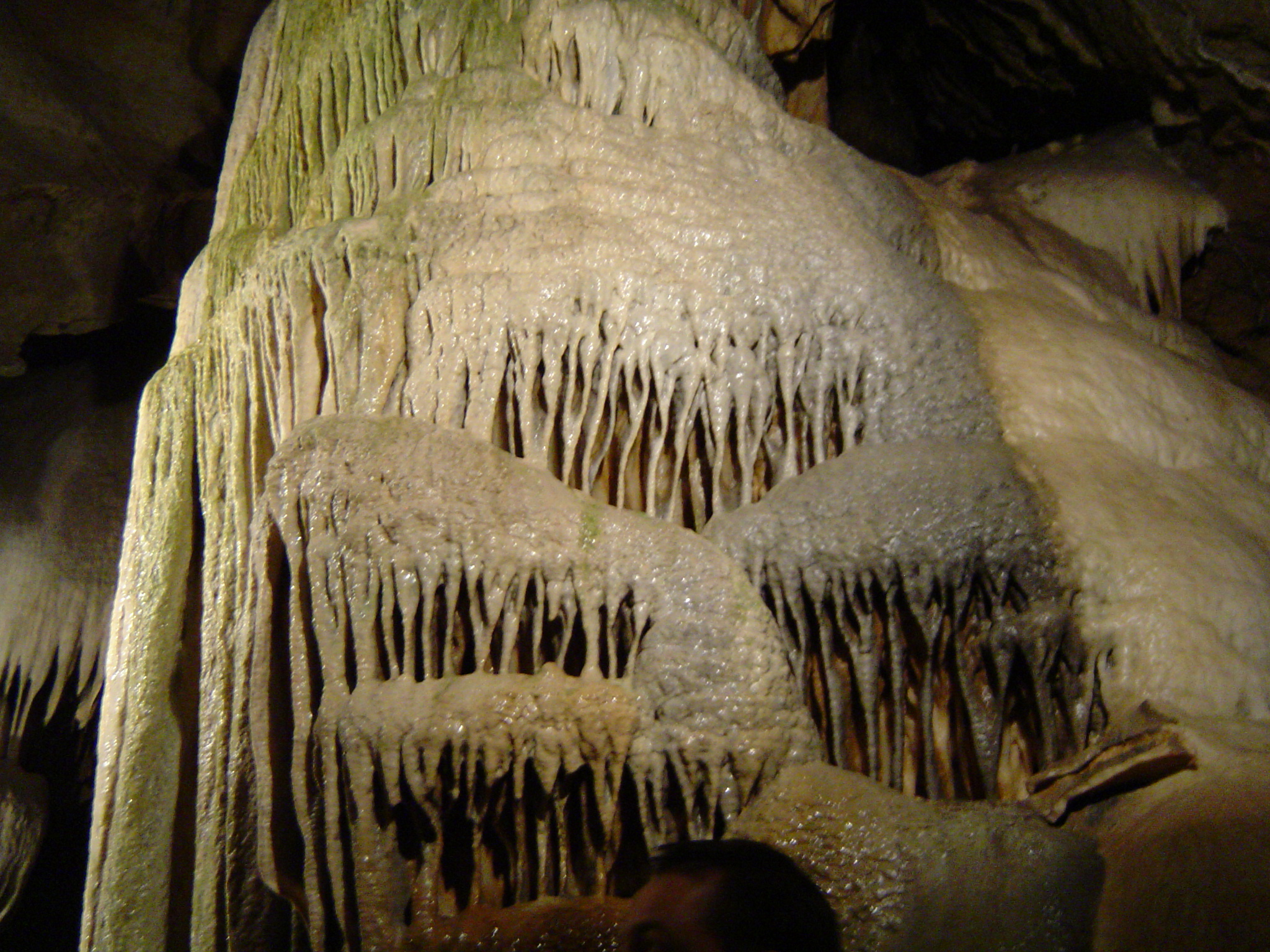
Druipstenen in de grot van Remouchamps (gemeente Aywaille) in België.

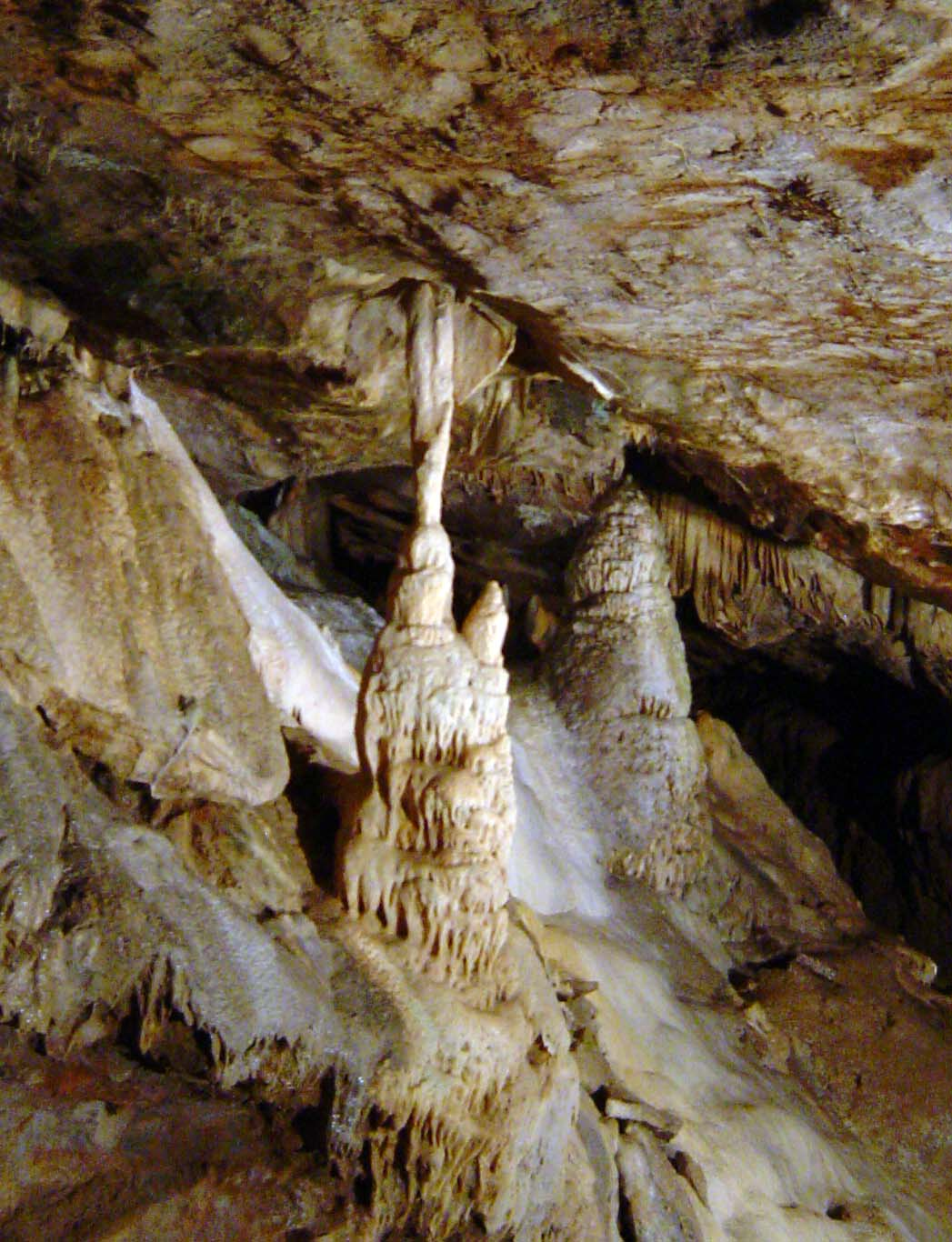
Druipstenen in de grot van Remouchamps

Druipsteen kan ontstaan als koolzuurhoudend water door een kalksteenlaag in een grot druppelt. Het is een van de verschijnselen van karst. In de grot verliest het water koolzuur aan de lucht. Daardoor kan minder calciumcarbonaat in oplossing blijven, waardoor het calciumcarbonaat neerslaat.
Een stalactiet ontstaat op de plaats waar de waterdruppels door het dak van de grot sijpelen, een stalagmiet op de plaats waar de druppels op de bodem vallen. Zij groeien enkele centimeters per eeuw. Als stalactiet en stalagmiet elkaar raken ontstaat een zuil.

## Druipsteengrotten
Bekende druipsteengrotten in België:
- Grotten van Remouchamps
- Grotten van Han
- Grotten van Goyet
- Grotten van Hotton
- Grot van Lorette-Rochefort
- Grotte de l'Abîme

Bekende druipsteengrotten in Frankrijk:
- L'Aven Armand
- Grotte de Dargilan
- Grotte des Demoiselles
- Grotte de Glamouse
- L'Aven d'Orgnac
- Gouffre de Padirac
- Grotte de Lacave
- Grotten van Thouzon
- Grotte de Baume les Messieurs
- Gouffre de Proumeyssac

Bekende druipsteengrotten in Slovenië:
- Grotten van Postojna
- Grotten van Škocjan

Bekende druipsteengrotten in Zuid-Afrika:
- Cangogrotten